# Room3
Room3（ルームスリー）は、日本のスリーピースバンド。

## メンバー
| 人名          | 演奏担当                 | その他                                                                 |
| ------------- | ------------------------ | ---------------------------------------------------------------------- |
| 蘭 （らん）   | ボーカル                 | 宝塚出身。女性。パワーボイスの女性ボーカルで男性の歌も軽々歌いこなす。 |
| Kou （こう）  | ボーカル ギター          | 大阪出身。男性。バンドリーダーで、ギターと上下コーラスを兼任。         |
| Nori （のり） | 鍵盤楽器 ギター ボーカル | 京都出身。女性。専門知識・理論はバンド一番、ハイトーンコーラスも担当。 |

## 概要
コンセプトは「ガツガツせず何よりも楽しく音楽をする」。自主興行バンドという新しい形で現在も活動中。大阪・北九州・大分・岡山・福井・香川など、西日本一帯で公演。営業交渉・作詞作曲・プロモーション・ホームページ制作・ライブ時の音響など、必要なものはすべて自身で行う。
モットーは「選り好み無く演奏する」「出された食べ物は残さない」「練習もライブも楽しくやる」「先の目標を決めず少し目先の楽しみを追い続ける」「どんな場所でもやる」「戴けるものは戴く」。
特徴はパワーのあるストレートな歌声の女性ボーカルに3声のハモリを重ねる楽曲であり、ノスタルジックなメロディー・編曲によりストレートな表現を目指し、バンド形式からアンプラグドまで幅広い演奏を得意とし、テクニックよりもバンドバランスを重視している。

## バンド名の由来
最初は寄せ集めメンバーで一時的なバンドと思っていたので、一番最初の練習時に心斎橋のStudio MAXにて予約した部屋がRoom3だったので、ちょうどバンド名考えてたので「これでええやん！」ということになり、そのまま変更せず。

## 結成から現在まで
2014年、とあるライブバー主催のイベントで、女子バンドのイベントが企画され、蘭が誘われたが、他にメンバーは居らず蘭自身1人だったためメンバー募集していた際、Kouが手を挙げたのがきっかけ（規約上男子1人は参加OK）。それまでSNSではつながっていたものの、ほぼ喋ったことなかった。その時のバンド「Fuzzy Knights」は一回限りで解散。そのイベント後、尼崎のライブハウスより再び蘭が誘われ、前述と同じくメンバー募集していた際、再びKouが手を挙げる。現在のバンド「Room3」となる。当初固定メンバーは蘭とKouの2人。あとはその都度のサポートメンバーでライブを行っていたが、2015年の秋に思い立ってインターネット上のメンバー募集サイトで募集をかけたところ、Nori、Drのマーシー、Bassのまっつんの3人が参加意思を示し加入。2018年6月までそのメンバーで活動。後にマーシー・まっつんは脱退。
2020年のコロナ禍により活動休止を余儀なくされたが、一気にYouTubeに全力を注ぎ、2022年現在で1.7万人のチャンネル登録者数を抱える。イベント等の依頼が全て無くなったので自力での集客の為には毎日更新。同時にベースとドラムのサポートが新たに加入で新体制を確立。